# Isabel Echarri Muñagorri

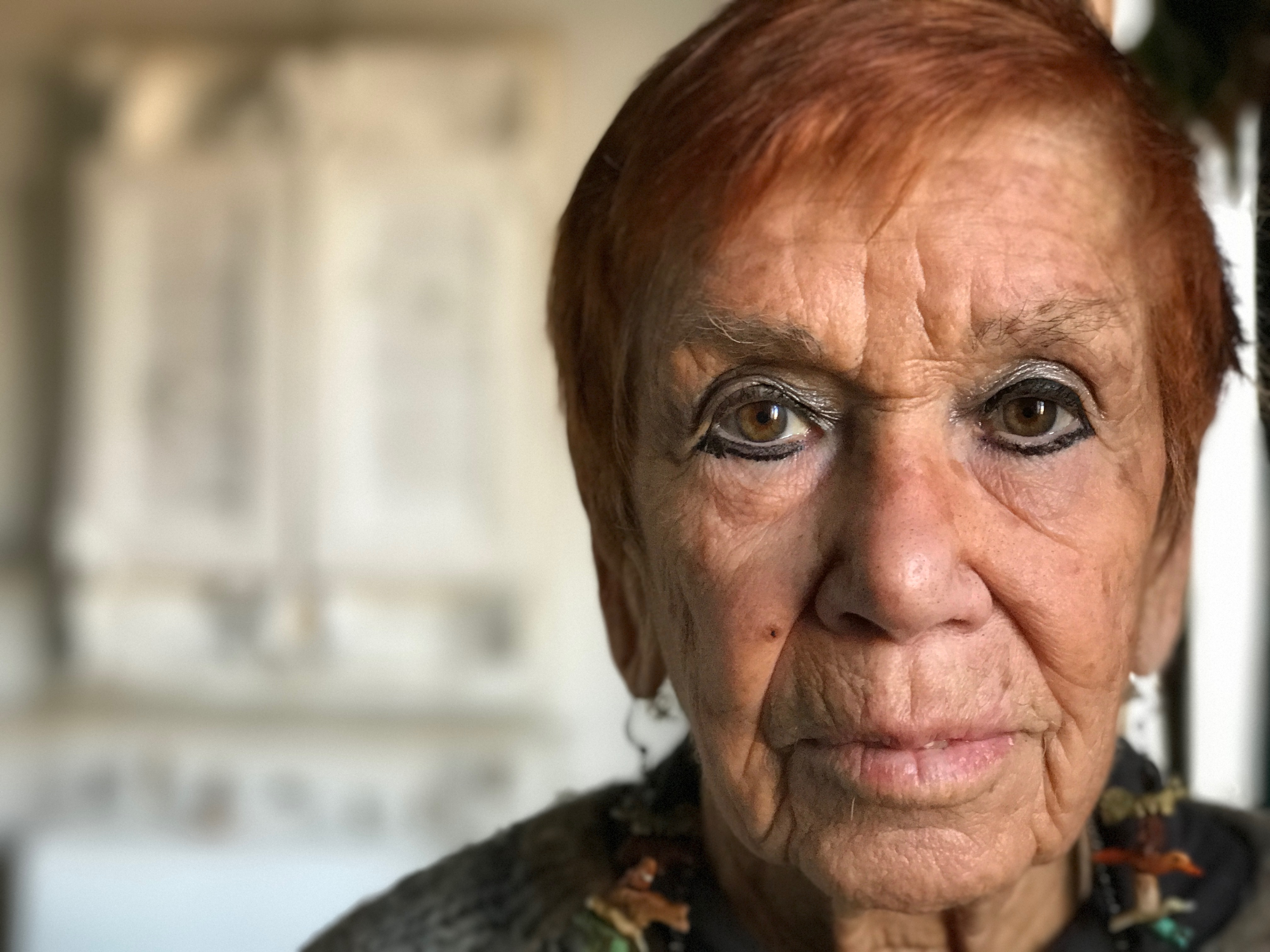
Isabel Echarri davant l'obra Jeux de Mains

Isabel Echarri Muñagorri (Bera, Alta Navarra, 10 de febrer de 1929 - Formentera, Balears, 22 de juny de 2022) va ser una artista basca contemporània. La seva vessant artística principal fou la de l'escultura, i el seu mitjà preferit era el paper, tot i que també era escenògrafa, gravadora, poetessa.

## Biografia
Isabel Echarri va iniciar els seus estudis a l'Escola Nacional de Belles Arts (ENSBA) de París el 1954. Va estudiar a Sant Sebastià i a Madrid i la carrera de filosofia i lletres a Nancy, França.
El seu pas pels tallers de Jean Souverbie i Édouard Goerg va definir la seva carrera com a escultora i escenògrafa.
Escultora: Amb Édouard Goerg va estudiar gravat, tapís i escultura (1956-1957), i també va treballar el metall i els plàstics. El 1962 va triar paper i blanc. El seu mitjà preferit era el relleu, ja fos una estampa o un paper elaborat.
Escenògrafa: va estudiar Art Monumental amb Jean Souverbie. Durant gairebé 40 anys, va projectar el seu vocabulari artístic, amb el seu marit Diego Etcheverry, per crear decoracions i vestuari -més d'un centenar de muntatges d'espectacles lírics, creacions contemporànies, teatre, etc.
La parella va donar tot el seu material escènic a la Biblioteca Nacional de França.
Isabel Echarri va viure a París i Formentera, i va treballar als seus tallers en ambdues.
L'any 2022 va ser guardonada amb el premi Ramon Llull pel Govern de les Illes Balears.

## Obres

### Les escultures
Formades habitualment de restes de pasta de paper, paper tallat, polímers de contacte o tèxtils; les obres són sempre en relleu.
L'artista feia el seu propi paper maché per aconseguir un blanc pur.

### Objectes llibre
Isabel Echarri va crear objectes llibre o "livrobjets" (neologisme de Daniel Leuwers) de totes les formes i mides amb escriptors, poetes i els seus textos com: Fernando Arrabal, Federico García Lorca, Clarence Lambert, Pablo Neruda, Jorge Semprun, Miguel de Unamuno,

### Escenografia
Una doble E adossada signa les obres decoratives i de vestuari d'Isabel Echarri i Diego Etcheverry (el seu marit).
Durant gairebé quaranta anys, van crear decoracions i vestuari per a més d'un centenar de muntatges, ja fossin òperes de repertori clàssic (Mozart, Verdi, Wagner, Puccini, Offenbach, Bizet...) o contemporànies (Sire Halewyn de Semenoff, Temboctou de François Bernard Mâche)., o Syllabaire pour Phèdre de Maurice Ohana).
Amb la donació de més de 1.300 models decoratius i dissenys de vestuari, la BnF ha conservat, restaurat i registrat les seves creacions.
Isabel Echarri et Diego Etcheverry: Décors et costumes d'opéra à quatre mains es va exposar a la Galerie des donateurs del 8 de desembre de 2015 al 17 de gener de 2016, com a visió general de les seves creacions.

## Exposicions
Des de 1956, i des de la seva primera exposició a la Galeria de Belles Arts de París, Isabel Echarri ha exposat cada any.
Durant els seus més de 60 anys de trajectòria expositiva (en grup o sola), va passar temps a Alemanya, Bèlgica, Dinamarca, Espanya, França, Itàlia, Japó, Portugal, Regne Unit, Suècia, Suïssa, Tailàndia, l'antiga Iugoslàvia.

## Edicions
- Ophelie, edició de 150 exemplars, Cristall i bronze daurat, Daum, 1978
- Monnaie de Paris, Edicions, 1979

## Col·leccions i museus
- MAMC, Musée d'art moderne de Saint-Étienne,
- Museu de Baraluka, Iugoslàvia
- Museu de Lieja, Bèlgica
- Sa Nostra, Baleares, Spain
- Museu d'Art Contemporani d'Eivissa (MACE)
- Museu de Madrid, Estampa
- Médiathèque d'Issy-Les-Moulineaux 2005
- Fundació Antonio Pérez-Cuenca
- Museu Departamental de Beauvais, Mudo
- Demeure Ronsard
- Bale (Grisard)
- Mediateca d'Angers
- Cabinet des estampes, Bibliothèque nationale de France
- Collection de l'État, París
- Col·leccions privades